# Монастыри на склонах вулкана Попокатепетль
Монастыри на склонах Попокатепетля (исп. Monasterios en las faldas del Popocatépetl) — 15 монастырей, расположенных на склонах и в долинах у вулкана Попокатепетль в центральной части Мексики, которые были построены в XVI веке членами Францисканского, Доминиканского и Августинского орденов. Эти монастыри сыграли значительную роль в христианизации большей части индейского населения региона в очень короткий срок. Монастыри расположены на территории более десятка муниципалитетов штатов Морелос и Пуэбла. В 1994 году они были занесены в список Всемирного наследия ЮНЕСКО.

## Архитектура
Монастыри построены в величественном стиле [неизвестный термин], с квадратными центральными зданиями большой высоты, видимыми на большом расстоянии вокруг них.